# Epipsychidion

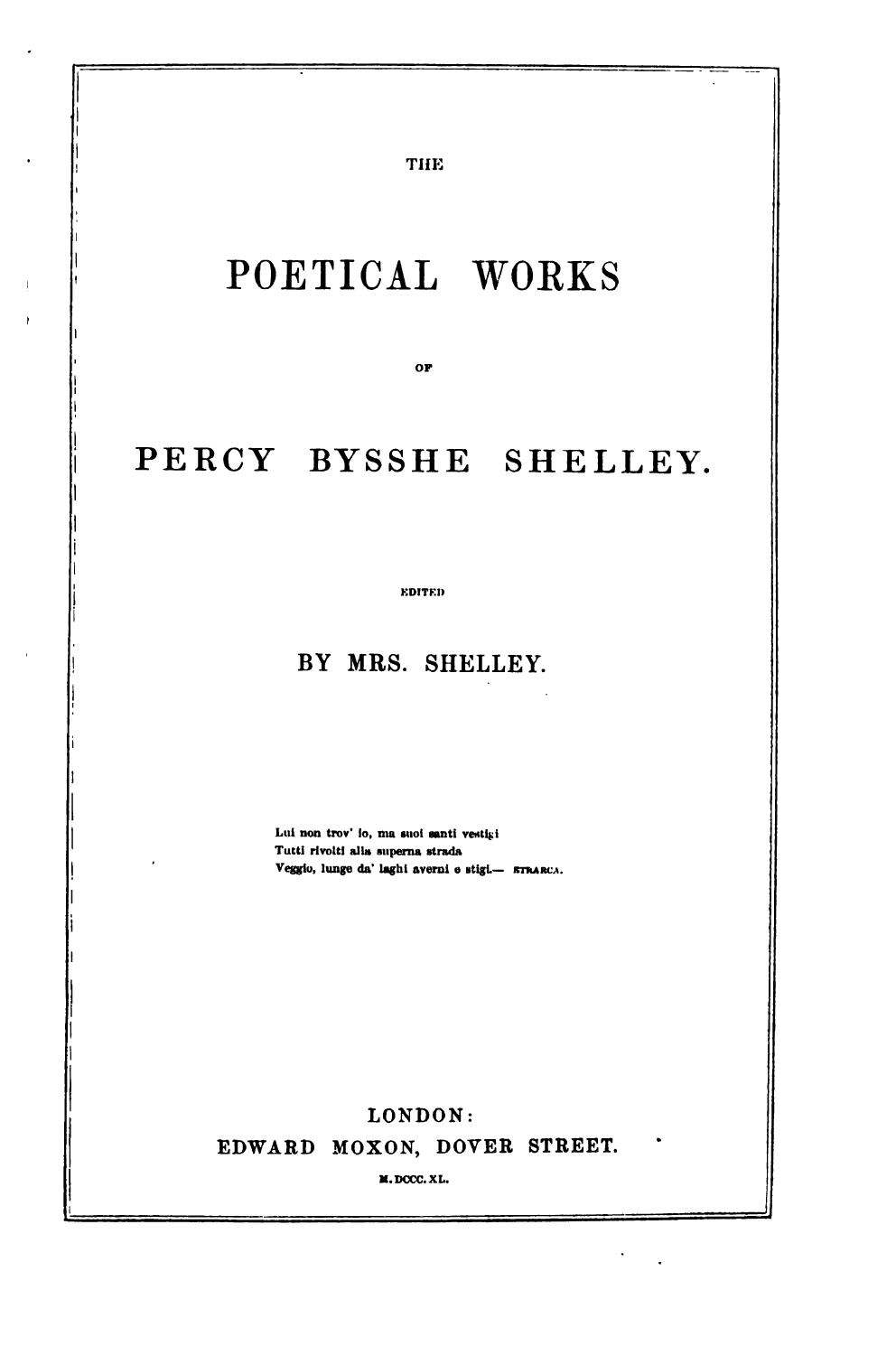
Strona tytułowa dzieł poetyckich Percy’ego Bysshe Shelleya z 1840

Epipsychidion. Wiersze poświęcone szlachetnej, a nieszczęśliwej Emilii Viviani, zamkniętej obecnie w klasztorze św. Anny w Pizie (ang. Epipsychidion. Verses addressed to the noble and unfortunate Lady, Emilia V--, now imprisoned in the convent of --) – poemat angielskiego romantyka Percy’ego Bysshe Shelleya, opublikowany w 1821.

## Forma
Utwór został napisany dystychem bohaterskim, czyli parzyście rymowanym pentametr jambiczny, to znaczy sylabotonicznym dziesięciozgłoskowcem, w którym akcenty spoczywają na parzystych sylabach wersu.

Poor captive bird! who, from thy narrow cage,
Pourest such music, that it might assuage
The rugged hearts of those who prisoned thee,
Were they not deaf to all sweet melody;
This song shall be thy rose: its petals pale
Are dead, indeed, my adored Nightingale!
But soft and fragrant is the faded blossom,
And it has no thorn left to wound thy bosom.

## Treść
Poemat był poświęcony nastoletniej Teresie Viviani, nazwanej przez Shelleya Emilią, córce gubernatora Pizy, umieszczonej przez ojca w klasztorze. Utwór bazuje na schemacie pieśni weselnej. Uwięziona dziewczyna stała się dla poety obiektem idealnej miłości.

## Przekład
Utwór przełożył na język polski Jan Kasprowicz. przekład został opublikowany w antologii Poeci angielscy. Wybór poezyi, wydanej we Lwowie w 1907.

Ptaszę więzione, co taką w swej cieśni
Oddychasz nutą, że na głos tej pieśni
Zmiękłyby serca, co cię w więzy skuły,
Gdyby dźwięk jaki gdykolwiek uczuły —
Hymn ten niech będzie twą różą: jej kwiecie
Wyblakłe wprawdzie, słowiku, me dziecię,
Lecz jeszcze miękkie, pełne wonnej siły,
I nie ma kolców, by ci w pierś się wryły.